# Bruno Wolke
Bruno Wolke   (Neukölln, 4 de maig de 1904 - Rottenburg am Neckar, 23 de desembre de 1973) va ser un ciclista alemany que fou professional durant els anys 20 i 30 del segle xx. El seu èxit més important fou la medalla de bronze al Campionat del Món de ciclisme de 1928.
El seu germà Rudolf també es dedicà al ciclisme.

## Palmarès
- 1927
  - 1r de la Rund um Berlin
  - Vencedor d'una etapa de la Volta a Alemanya
- 1928
  - 1r de la Volta a Breslau
  - 3r del Campionat del Món de ciclisme
  - 3r del Campionat d'Alemanya de ciclisme
- 1934
  - Abandona al Tour de França (8a etapa)